# Karczyn (Basse-Silésie)
Pour les articles homonymes, voir Karczyn.
Karczyn est une localité polonaise de la gmina de Kondratowice, située dans le powiat de Strzelin en voïvodie de Basse-Silésie.

## Histoire
De 1742 à 1932, Karzen fait partie de l'arrondissement de Nimptsch dans le district de Breslau au sein de la province de Silésie.